# Llangardaix gegant de la Gomera
El llangardaix gegant de la Gomera (Gallotia bravoana) és una espècie de sauròpsid (rèptil) escatós endèmica de l'illa espanyola de La Gomera, en les Canàries. Pertany al gènere Gallotia, endèmic de l'arxipèlag canari. Està en perill d'extinció pel reduït de la seva distribució geogràfica i per factors com la pressió humana, l'atac de gats, etc.
Rep el nom de bravoana perquè l'espècie es va dedicar al paleontòleg i geòleg canari Telesforo Bravo.
D'aquest llangardaix només es tenia constància pels fòssils trobats que ens donaven la idea que en el passat estava molt repartit per tota l'illa, exceptuant les zones més fredes i de més ombria per les boires produïdes pels vents alisis.
El llangardaix es creia extingit fins que els comentaris de Manuel Gámez, un humil veí Valle Gran Rey, van omplir d'esperança a un equip de zoòlegs de la Universitat de La Laguna, que no van dubtar a mobilitzar tot el necessari per intentar tornar a redescobrir al gegant colombí. El juliol de 1999, es produeix la troballa del Llangardaix Gegant de la Gomera i des de llavors s'ha intentat recuperar l'espècie mitjançant la cria en captivitat seguint el model que es va utilitzar a l'illa d'El Hierro per recuperar el Llangardaix gegant d'El Hierro. El futur de l'espècie és molt més esperançador que fa uns anys.
Es troba en fase d'elaboració el Pla de Recuperació, se li ha atorgat un Projecte Life Natura per ajudar a la recuperació de l'espècie, en què participen la Unió Europea, el Govern de Canàries, l'Excm. Cabildo Insular de la Gomera i l'Il·lustre Ajuntament de Valle Gran Rey. La millor

## Descripció
Tenen un cap robust, però en general el seu cos no és tan robust com el del llangardaix gegant d'El Hierro (Gallotia simonyi). La seva coloració és bruna-negrosa, amb una sèrie de ocel·les blaves a cada costat. La regió gular i submaxil·lar és d'un notable color blanc, i la part inferior de les potes i el ventre blanquinosos. Fan 20 cm cap-cos i pesen 100 g, però poden arribar als 50 cm i 300 g. Abans de l'arribada de l'home a l'illa eren significativament més grans.

## Comportament
Els seus costums són molt poc coneguts, però s'ha observat que el seu període d'activitat és diürn.

### Dieta
La seva dieta es compon fonamentalment de vegetals, però també pot alimentar-se d'invertebrats i carronya.

### Reproducció
El zel té lloc al maig i juny, i els mascles poden recórrer grans distàncies a la recerca de femelles. Tres o quatre setmanes des de la còpula té lloc la posta, i als dos mesos neixen les cries amb 55 mm cap-cos i 3 o 4 g de pes. Les cries assoleixen la maduresa als 32-54 mesos d'edat; avui dia en llibertat no superen els 15 anys de vida.

## Hàbitat
Òbviament, l'hàbitat és el paisatge típic de la Gomera (terreny volcànic, molt rocós, malpaïsos), però amb vegetació de matoll xeròfil i amb una altitud idònia de no més de 250 m (per la qual cosa el llangardaix s'estableix normalment en penya-segats).
Actualment la població supervivent es troba en un cingle, el cingle de la Mérica, a 600 m.